# Isla Don Boni
Isla Don Boni är en ö i Mexiko. Den tillhör kommunen San Blas i delstaten Nayarit, i den sydvästra delen av landet.